# Savannah Lee May
Savannah Lee May (Texas, 12 de agosto de 2000) é uma atriz e dançarina mais conhecida por interpretar Buttercup na série Knight Squad e Carrie Wilson em Julie and the Phantoms.

## Vida pessoal
Aos 11 anos, Savannah começou a estudar na Humphrey's School of Musical Theater, onde teve aulas de canto, dança e atuação. Em 2016, mudou-se para Los Angeles.

## Carreira
Savannah participou de algumas séries televisivas e um filme, sendo que outros dois longas estão em produção. Na série Julie and the Phantoms, da Netflix, possui duas músicas solo incluídas na trilha sonora da primeira temporada: "Wow" e "All Eyes on Me". Em The Secret Lives of Cheerleaders, também trabalhou como coreógrafa.

## Filmografia

### Séries
| Ano       | Título                 | Personagem    | Emissora    | Papel                 |
| --------- | ---------------------- | ------------- | ----------- | --------------------- |
| 2017      | School of Rock         | Shopper       | Nickelodeon | Participação especial |
| 2018      | Bizaardvark            | Jade          | Disney      | Participação especial |
| 2018–2019 | Knight Squad           | Buttercup     | Nickelodeon | Elenco principal      |
| 2019      | Cousins for Life       | Marigold      | Nickelodeon | Participação especial |
| 2020      | Julie and the Phantoms | Carrie Wilson | Netflix     | Elenco principal      |

### Cinema
| Ano  | Título                           | Personagem | Papel            |
| ---- | -------------------------------- | ---------- | ---------------- |
| 2019 | The Secret Lives of Cheerleaders | Ava Scott  | Elenco principal |
| ASA  | Keep Moving: The Movie           | Lex        | Elenco principal |
| ASA  | A Cowgirl's Song                 | Hailey     | Elenco principal |

## Teatro
Savannah também atuou em mais de 20 musicais. Sua estreia na Broadway foi com a performance de "Chicago", no dia 21 de março de 2017.

## Discografia

### Álbuns de trilha sonora
| Título                                                         | Detalhes | Melhores posições nas paradas | Melhores posições nas paradas | Melhores posições nas paradas | Melhores posições nas paradas | Melhores posições nas paradas | Melhores posições nas paradas |
| Título                                                         | Detalhes | AUS                           | BEL (FL)                      | FRA                           | NLD                           | NZ                            | US                            |
| -------------------------------------------------------------- | --- | ----------------------------- | ----------------------------- | ----------------------------- | ----------------------------- | ----------------------------- | ----------------------------- |
| Julie and the Phantoms: Music from the Netflix Original Series | - Lançamento: 10 de setembro de 2020 - Gravadora: Maisie Music Publishing - Formatos: CD, download digital, streaming | 35                            | 47                            | 182                           | 57                            | 36                            | 163                           |